# Cathédrale Saint-Michel de Carcassonne
Cette  cathédrale n’est pas la seule cathédrale Saint-Michel.
La cathédrale Saint-Michel de Carcassonne est l'église-mère du diocèse de Carcassonne et Narbonne, dans le département de l'Aude et la région Occitanie.
Située dans un ancien faubourg de la cité de Carcassonne, la bastide Saint-Louis, cet édifice de style gothique méridional a remplacé la cathédrale Saint-Nazaire-et-Saint-Celse, située au cœur de la cité de Carcassonne, comme siège épiscopal en 1803.

## Historique

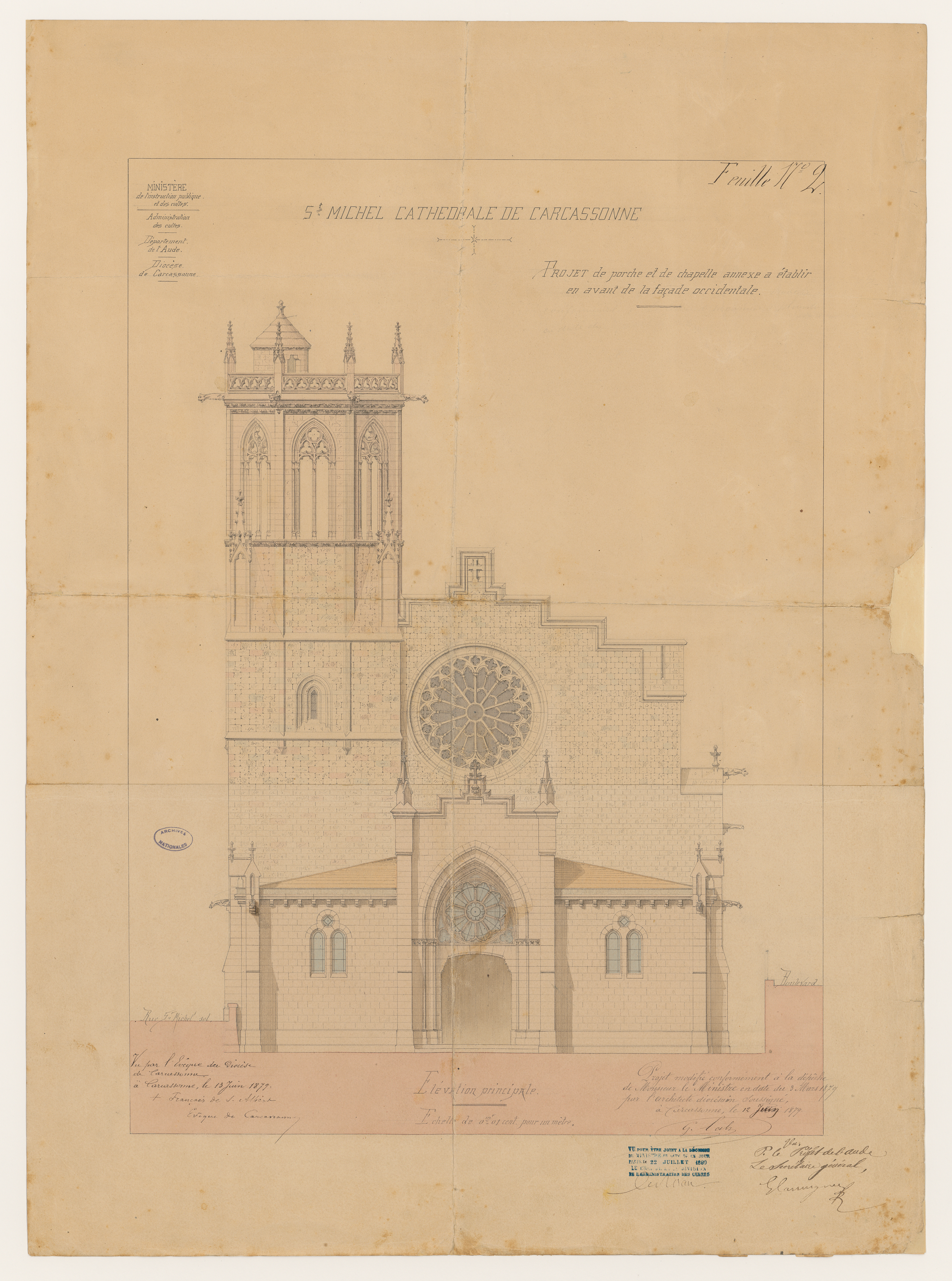
Projet de porche et de chapelle, par G. Cals (1872).

Elle fut construite à partir de 1247 sur l'ordre du roi Saint Louis, désireux de remplacer un ancien sanctuaire détruit au cours du siège de la ville par Raymond II Trencavel en 1240. De dimensions plus modestes à l'origine, l'église se révélera vite de taille insuffisante, au point qu'il sera utile de l'agrandir dès 1283.
Lors de l'incendie de la bastide par les troupes du Prince noir en 1355, en plein conflit franco-anglais, l'église Saint-Michel est un des seuls édifices encore debout, mais elle a subi de terribles dégâts. Au cours de la campagne de reconstruction qui s'ensuivit, décision fut prise d'incorporer l'église dans les nouvelles fortifications : il est encore possible de voir certaines traces de ces modifications, notamment au niveau de l'abside, près de laquelle subsiste une tour cylindrique d'aspect militaire. Des fossés atteignant 10 mètres de large seront percés autour de l'édifice, avant d'être finalement comblés et remplacés au XIXe siècle par une large promenade publique.
En 1803, il est décidé de transférer le siège épiscopal, qui se situait depuis le Moyen Âge dans la cathédrale Saint-Nazaire, à l'église Saint-Michel, qui prend ainsi le titre de cathédrale. De profondes modifications sont décidées afin d'adapter l'édifice à sa nouvelle fonction, mais un incendie, survenu dans la nuit du 4 au 5 novembre 1849, perturbe considérablement les travaux.
Assurée par Léon Ohnet à partir de 1850, la direction des travaux est confiée en 1857 à l'architecte Eugène Viollet-le-Duc, qui signe ainsi son premier grand chantier dans la ville de Carcassonne.

## Description du bâtiment
Le plan de la cathédrale se caractérise par une relative simplicité. Elle forme une nef unique comportant huit travées d'une portée remarquable, et bordée par plusieurs chapelles latérales. Celles-ci sont surmontées de roses qui furent rajoutées par Viollet-le-Duc. Le chœur du sanctuaire est formé d'une abside à sept pans, sur laquelle viennent se greffer deux absidioles. Il est percé de plusieurs larges baies de style ogival, renfermant des vitraux datant du XIVe siècle qui furent minutieusement restaurés par le maître-verrier Alfred Gérente, peu après l'incendie de 1849.
La nef est couverte de voûtes ogivales qui furent montées de 1657 à 1752, en remplacement d'une charpente apparente, tandis que les voûtes du chœur datent du XIIIe siècle. La façade, assez sévère, n'a pour seul élément de décoration qu'une grande rosace de 8 mètres de diamètre, comme nombre d'églises de la région, à commencer par la cathédrale Saint-Nazaire. Elle est flanquée d'un clocher assez massif formant une base rectangulaire sur trois étages, avant de passer à un modèle octogonal à son sommet. Le clocher renferme huit cloches de volée.
La cathédrale Saint-Michel est classée monument historique depuis le 12 juillet 1886 et les terrains environnants classés le 2 août 1926.
De nombreux objets sont référencés dans la base Palissy (voir les notices liées).
Elle bénéficie depuis 2009 d'une importante campagne de rénovations à la suite du plan de relance initié par l'État,.

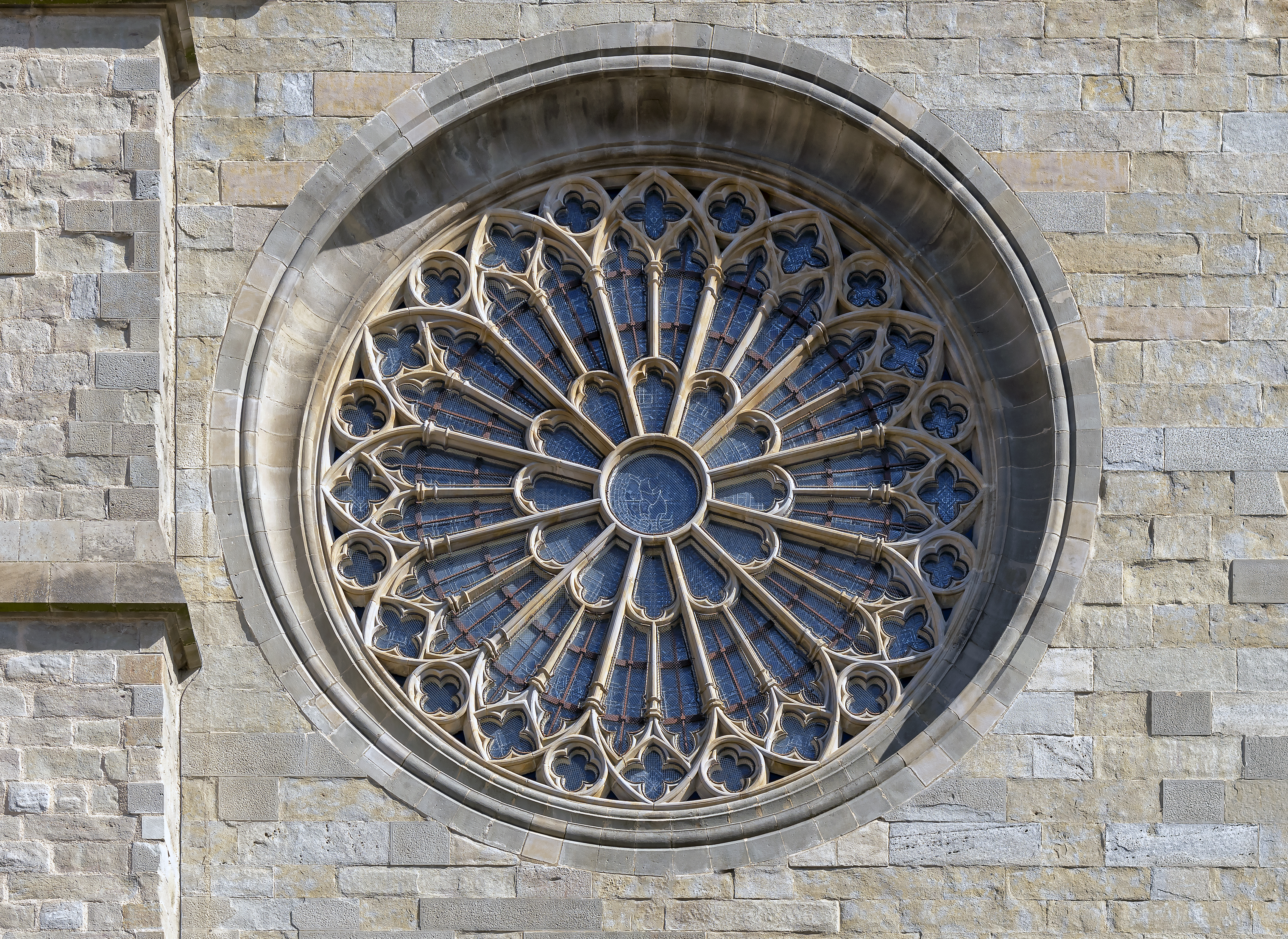
La rosace.
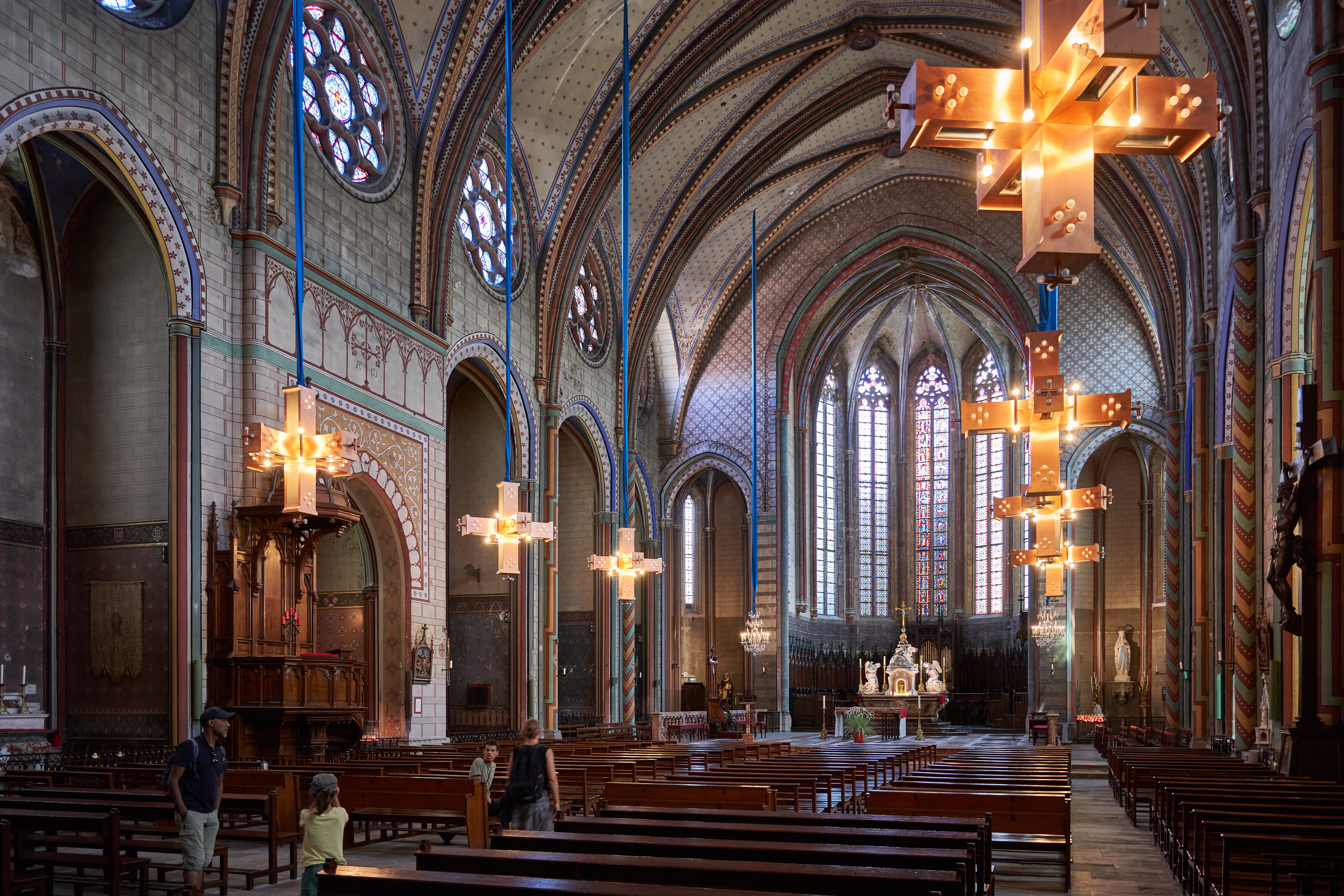
Nef et chœur.
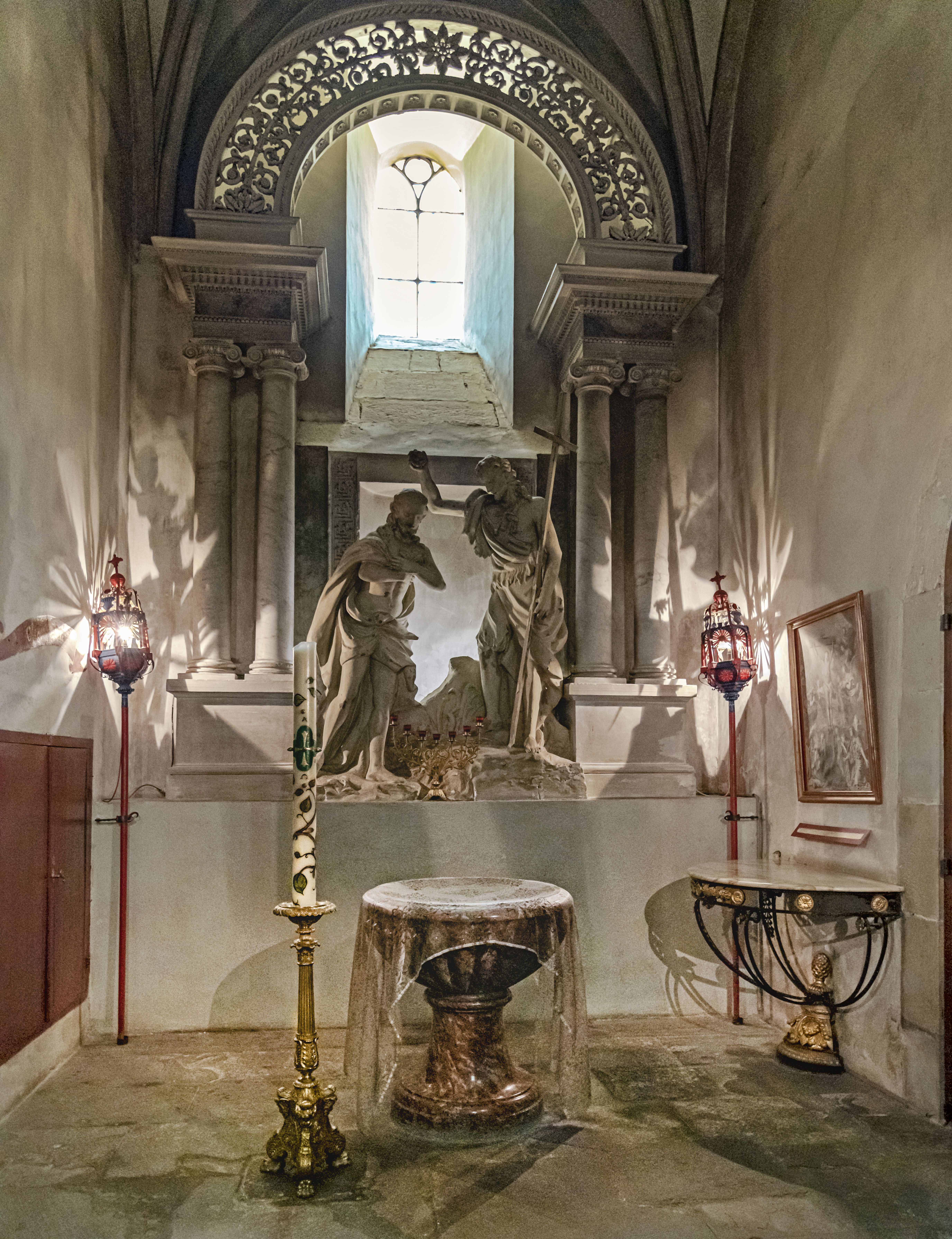
La chapelle des fonts baptismaux.
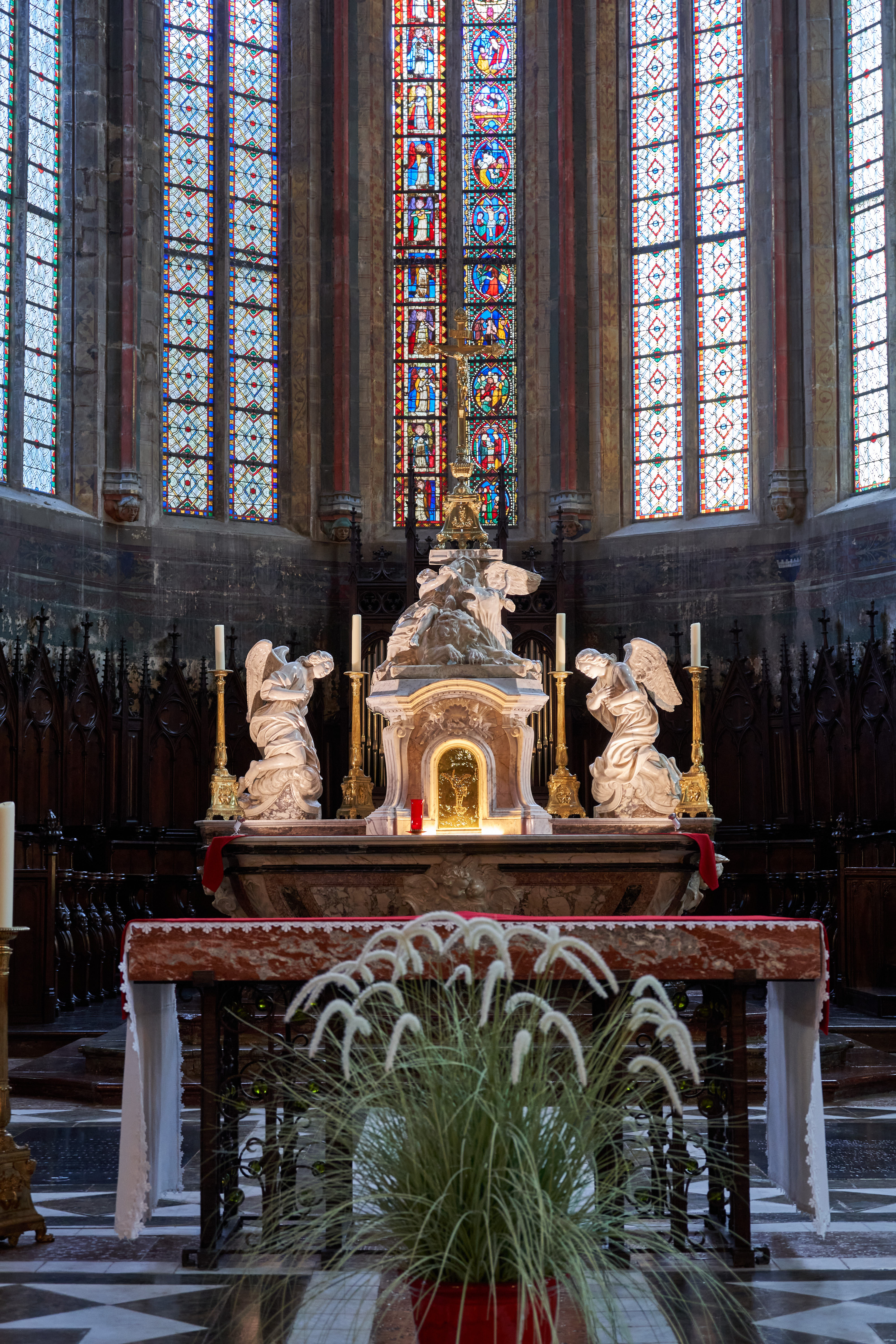
Maître-autel .
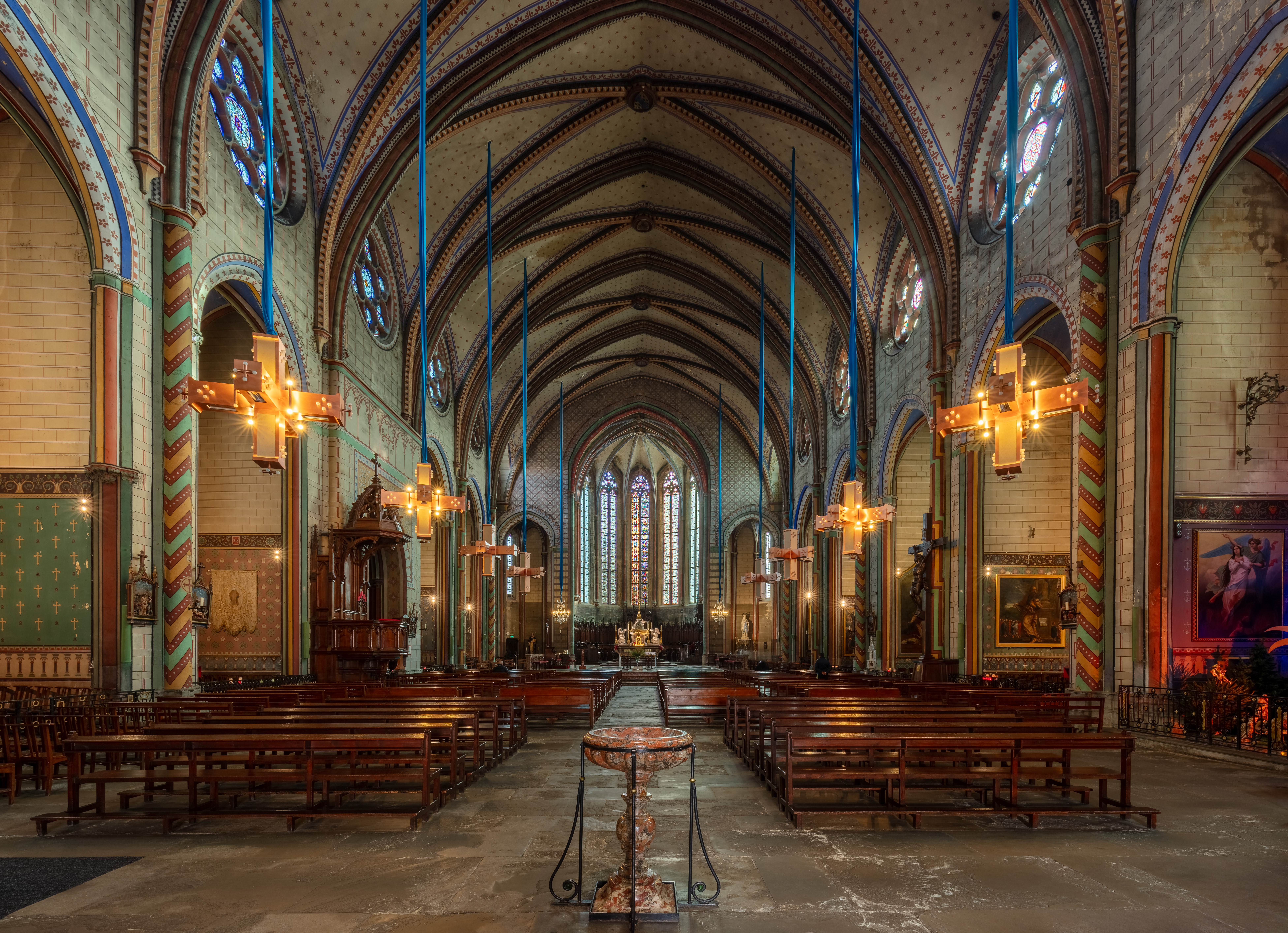
La nef, vers l'autel, de la cathédrale. Janvier 2023.

### L'orgue de tribune

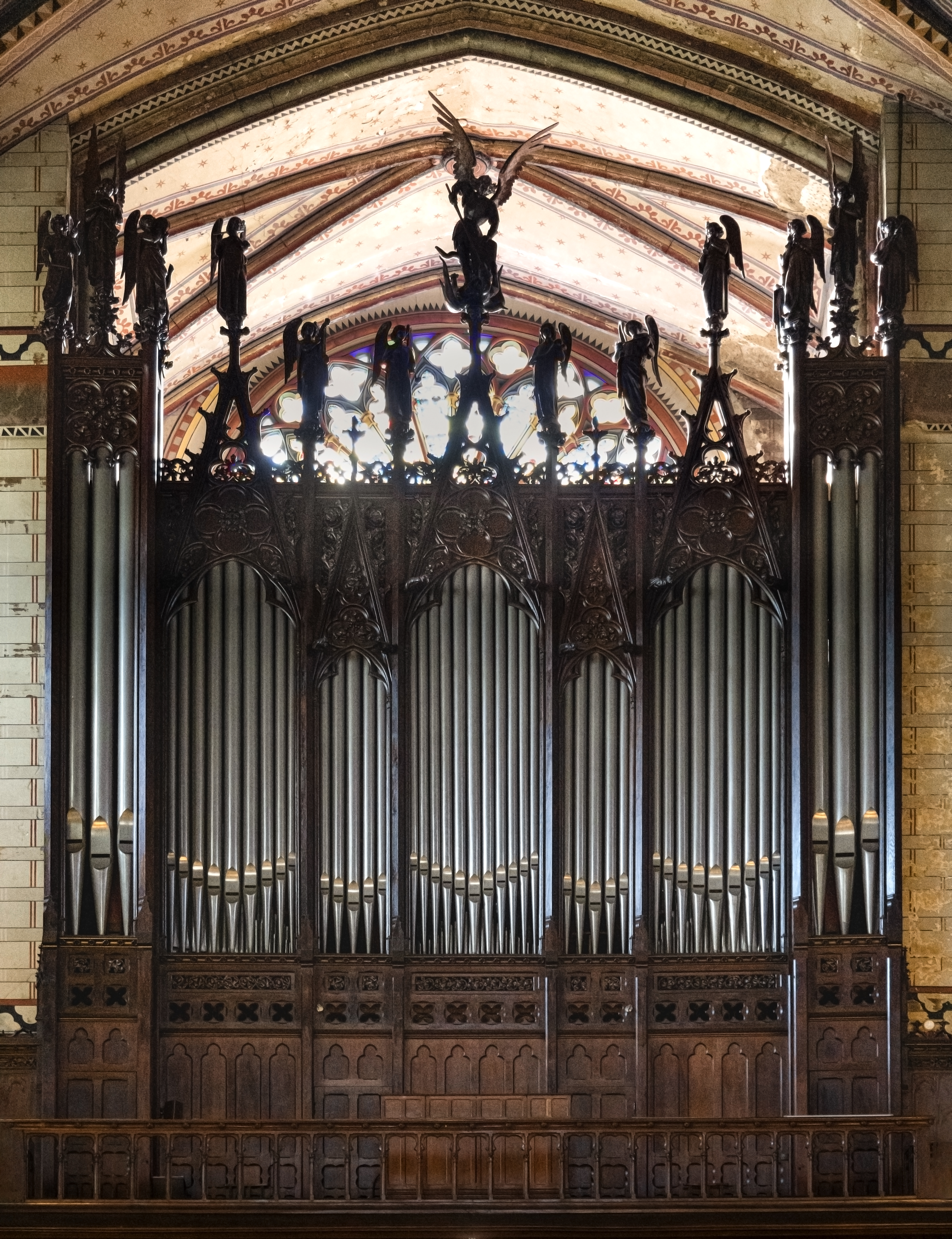
L'orgue de tribune.

Cet orgue, construit par Aristide Cavaillé-Coll, a été construit en 1860, en remplacement d'un orgue installé en 1687 par Jean de Joyeuse (et dont le buffet a été reconstruit pour la collégiale Saint-Hippolyte de Poligny, dans le Jura).
L'orgue a été inauguré par Louis James Alfred Lefébure-Wély.
Son buffet en chêne, dessiné par Eugène Viollet-le-Duc, est dans le style néo-gothique, sans réelles tourelles et surmonté de treize statues grandeur nature figurant Saint-Michel terrassant le dragon entouré d'anges musiciens. Il est sans buffet de positif.
Il possède 44 jeux sur 3 claviers manuels et pédalier. Les transmissions sont mécaniques.
Des restaurations ont eu lieu en 1929,1937, 1963 et une complète en 1998 par la Manufacture languedocienne de grandes orgues, de Lodève.
Il est classé aux Monuments Historiques en 1993.
Composition
| Positif 56 notes |
| Principal 8'     |
| Bourdon 8'       |
| Salicional 8'    |
| Principal 4'     |
| Dulciane 4'      |
| Nazard 2' 2/3    |
| Doublette 2'     |
| Tierce 1' 3/5    |
| Cymbale IV rgs   |
| Trompette 8'     |
| Cromorne 8'      |
| Clairon 4'       |

| Grand-Orgue 56 notes |
| Montre 16'           |
| Bourdon 16'          |
| Montre 8'            |
| Bourdon 8'           |
| Flûte 8'             |
| Prestant 4'          |
| Flûte 4'             |
| Doublette 2'         |
| Cornet V rgs         |
| Fourniture V rgs     |
| Cymbale III rgs      |
| Bombarde 16'         |
| Trompette 8'         |
| Clairon 4'           |

| Récit expressif 56 notes |
| Quintaton 16'            |
| Flûte traversière 8'     |
| Gambe 8'                 |
| Voix céleste 8'          |
| Flûte octaviante 4'      |
| Viole 4'                 |
| Octavin 2'               |
| Fourniture V rgs         |
| Trompette 8'             |
| Basson-hautbois 8'       |
| Voix humaine 8'          |
| Clairon 4'               |

| Pédale 30 notes |
| Flûte 16'       |
| Soubasse 16'    |
| Flûte 8'        |
| Bombarde 16'    |
| Trompette 8'    |
| Clairon 4'      |

## Les Cloches
Le clocher abrite une sonnerie de 8 cloches de volée.
- Les six plus grosses ont été fondues en 1969 par la fonderie Bollée d’Orléans
- Les deux plus petites (André et Pierre) ont été fondues en 1995 par la fonderie Cornille-Havard de Villedieu-les-Poêles
- 1. Saint-Michel Archange : ré 3 - 1,735 kilos

- 2. Notre-Dame de la Rominguière : fa # 3 - 810 kilos
- 3. Bernadette : la 3 - 480 kilos
- 4. Thérèse : si 3 - 355 kilos
- 5. Monique : do # 4 - 229 kilos
- 6. Cécile : ré 4 - 188 kilos
- 7. André : mi 4 - 160 kilos
- 8. Pierre : fa # 4 -120 kilos

## Évêques inhumés dans la cathédrale

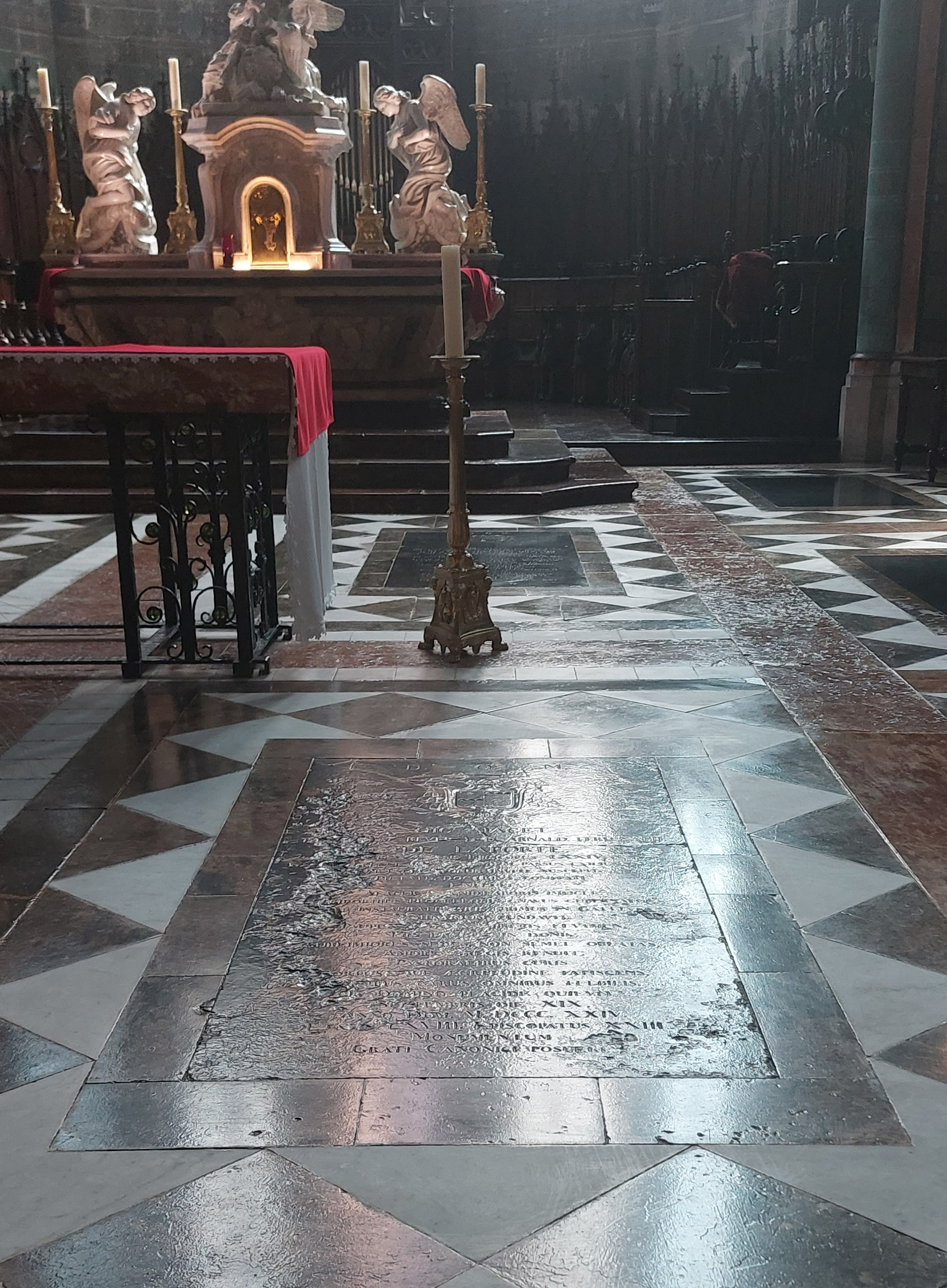
Dalle funéraire de l'évêque Arnaud-Ferdinand de La Porte située dans le chœur de la cathédrale.

- Arnaud-Ferdinand de La Porte, évêque de 1802 à 1824;
- Joseph-Julien de Gualy de Saint-Rome, évêque de 1825 à 1847.
- Félix-Arsène Billard, évêque de 1881 à 1901;
- Jean-Joseph Pays, évêque de 1932 à 1951;
- Pierre-Marie Puech, évêque de 1952 à 1982.

## Prêtres responsables de la cathédrale
- 1803: Philippe Samary, vicaire perpétuel
- 1804: François Maydieu, vicaire perpétuel
- 1805: Bernard Guittard, vicaire perpétuel
- 1809: Paul Ayrolles, vicaire perpétuel
- 1815: Bernard Mandoule, vicaire perpétuel
- 1820: Jean Caizaintre, vicaire perpétuel
- 1822: Jean-François Maineau, vicaire perpétuel
- 1854: Jean-François de Niort, vicaire perpétuel
- 1867: Jean-Louis Sigé, vicaire perpétuel
- 1872: Maurice Larroque, vicaire perpétuel
- 1895: Guillaume At, vicaire perpétuel,
- 1918: Jean Tournié, vicaire perpétuel
- 1921: Simon Escarguel, vicaire perpétuel
- 1953: Firmin Suberville, vicaire perpétuel
- 1956: Pierre Rougé, vicaire perpétuel
- 1960: Henri Laffon, archiprête
- 1970: Paul Vaqué, archiprête
- 1978: René Bonhoure, archiprête
- 1979: Alphonse Fournil, archiprête
- 1981: Marcel Bories, archiprête
- 2007: Nicolas Bergnes, recteur
- 2023: Georges Rieu, recteur